# اچ‌ام‌اس دونیگل (۱۷۹۸)
اچ‌ام‌اس دونیگل (۱۷۹۸) (به انگلیسی: HMS Donegal (1798)) یک کشتی است که طول آن ۵۵٫۸۷ متر (۱۸۳٫۳ فوت) می‌باشد. این کشتی در سال ۱۷۹۴ ساخته شد.